# Scituate (Rhode Island)
Scituate es un pueblo ubicado en el condado de Providence en el estado estadounidense de Rhode Island. En el año 2000 tenía una población de 10,324 habitantes y una densidad poblacional de 82 personas por km².

## Geografía
Scituate se encuentra ubicado en las coordenadas 41°47′7″N 71°36′36″O / 41.78528, -71.61000. Según la Oficina del Censo, la ciudad tiene un área total de 141,9 km² (54,8 mi²), de la cual 126,1 km² (48,7 mi²) es tierra y 15,8 km² (6,1 mi²) (11.15%) es agua.

## Demografía
Según la Oficina del Censo en 2000 los ingresos medios por hogar en la localidad eran de $60,788, y los ingresos medios por familia eran $67,593. Los hombres tenían unos ingresos medios de $42,392 frente a los $30,703 para las mujeres. La renta per cápita para la localidad era de $28,092. Alrededor del 3.9% de la población estaban por debajo del umbral de pobreza.